# الدوري التونسي لكرة اليد 1968–69
الدوري التونسي لكرة اليد 1968-1969 هو الدورة 14 من الدوري التونسي لكرة اليد للرجال. شارك فيها 12 فريقا.

فاز بهذا الموسم الترجي الرياضي التونسي، وجاء ثانيا النادي الإفريقي.

## روابط خارجية
- الموقع الرسمي للجامعة التونسية لكرة اليد.